# Islamistisk terrorism

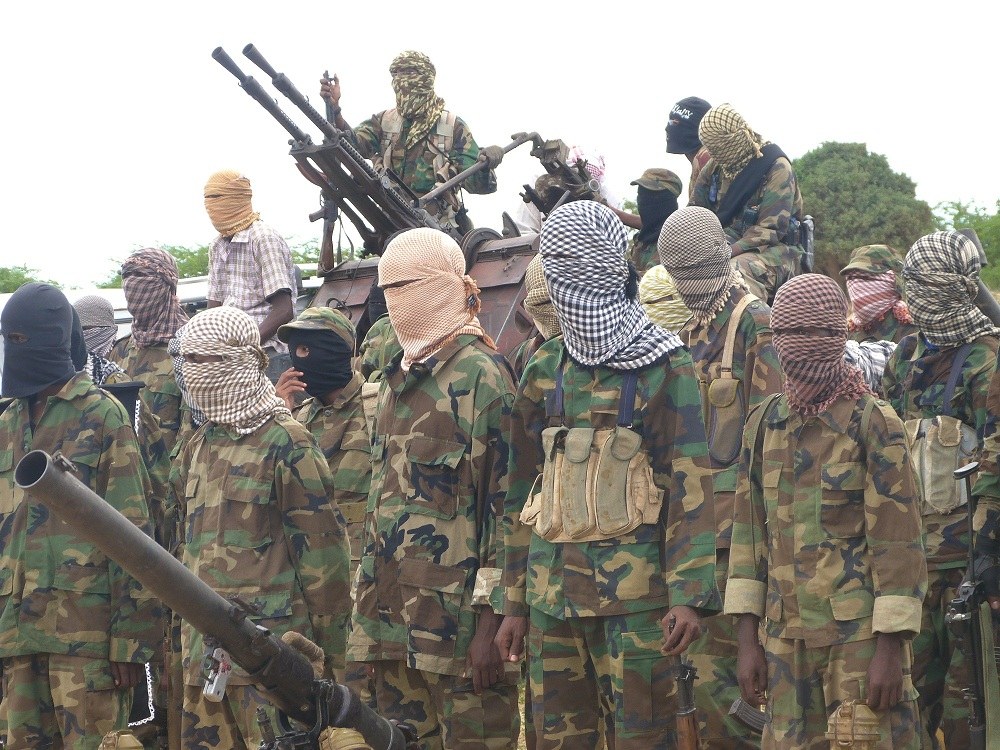
Soldater från terrorgruppen Al-Shabab i Barawa, Somalia.

Islamistisk terrorism är den terrorism i islams namn som bedrivs av grupper eller individer som har en jihadistisk och radikal islamistisk världsbild. Islamistiska terrorister rättfärdigar sina våldsamma handlingar genom en tolkning av Koranen och Hadith i överensstämmelse med deras egna mål och avsikter.
Under perioden 2001–2019 inträffade 31 221 attentat i vilka 146 881 människor dödades enligt en forskare vid Saint Andrews-universitetet och islamistisk terrorism var den mest vanligt förekommande. De flesta offer som dödades i attentat med tolv eller fler dödsoffer var muslimer.

Attentatet mot Mar Elias kyrka i Damaskus, Syrien den 22 juni 2025.

Det största antalet incidenter och dödsfall till följd av islamistisk terrorism sker i Irak, Afghanistan, Nigeria, Pakistan och Syrien. År 2015 hölls huvudsakligen fyra islamistiska extremistgrupper ansvariga för 74 procent av alla dödsfall till följd av terrorism. Dessa fyra grupperingar var Islamiska staten, Boko Haram, talibanrörelsen och al-Qaida, enligt Global Terrorism Index 2016. Under de senaste årtiondena har dessa händelser inträffat över hela världen och har därigenom inte bara drabbat muslimska länder i Afrika och Asien, utan även flera länder i EU, Ryssland, Australien, Kanada, Israel, Indien och i USA. Attackerna har riktats både mot muslimer och icke-muslimer. I flera av de värst drabbade områdena med företrädesvis muslimsk befolkning har terroristerna mött motstånd från beväpnade, fristående motståndsgrupper, regeringstrupper och ombudstrupper, samt även av fördömanden från muslimska auktoriteter.

## Islamistisk terrorism i länder med övervägande muslimsk befolkning
Det största antalet incidenter och dödsfall till följd av islamistisk terrorism skedde år 2015 i Irak, Afghanistan, Nigeria, Pakistan och Syrien.
Under 2018 var Talibaner den terrorgrupp i världen som dödade flest människor, enligt Vision of Humanity 6 103 personer. I Afghanistan agerade också den afghanska grenen av IS, som var världens fjärde dödligaste terrorgrupp med mer än tusen döda i terrordåd. Detta gjorde Afghanistan till det land som var värst drabbat av terrorism, mätt i antalet döda.

## Islamistisk terrorism i Afrika
Radikalisering och våldsbejakande extremism pekades ut i EUISS(en) rapport från 2017 som ett växande hot på kontinenten.
Olika former av religiös extremism har förekommit i våldsamma konflikter under lång tid, men under 1990-talet framträdde ett distinkt mönster av jihadistiska attackeri Östafrika. År 2006 besegrade Islamic Courts Union (ICU) somaliska krigsherrar vilket resulterade att en beväpnad jihadistisk rörelse kontrollerade ett eget territorium. ICU besegrades senare militärt och Al-Shabab bildades ur dess kvarvarande grupperingar. Al-Shabaab skulle senare alliera sig med Al-Qaida. Under år 2017 noterade EUISS en ökad frekvens av jihadistiskt våld i ett vidsträckt landområdet som börjar vid Röda havet och sträcker sig i en båge över norra Afrika ner till Guineabukten.

## Islamistisk terrorism i Västvärlden

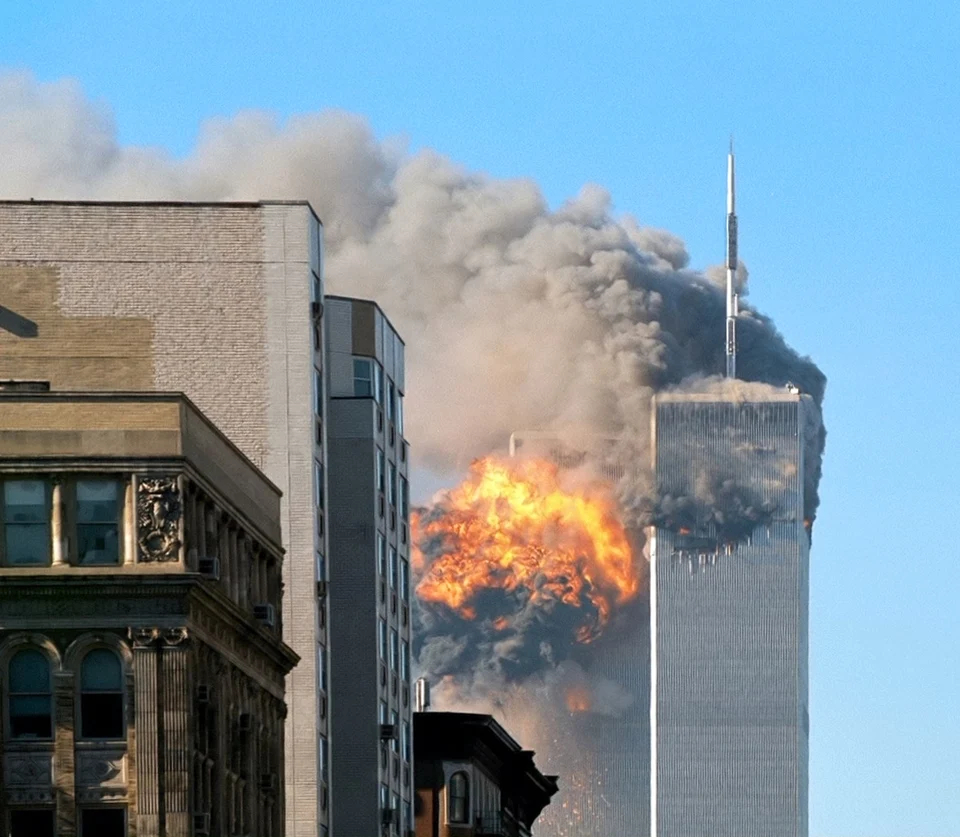
11 september-attackerna 2001.

Från januari 2004 till december 2018 genomförde jihadister 112 terrorattentat i Västvärlden, vilket omfattade Västeuropa, Nordamerika och Australien. Perioden 2013–2018 såg en kraftig ökning av antalet attentat, vilket sammanföll med skapandet av den Islamiska staten.
Under perioden utfördes 13 procent av attentaten under fastemånaden Ramadan, men under de första tio åren var det en enda attack och under den senare femårsperioden utfördes 16 procent av attentaten under högtiden. Under samma period kunde ingen ökning av antalet attentat observeras för kristna högtider.

### USA
2001 genomfördes 11 september-attackerna mot World Trade Centers tvillingtorn på Manhattan i New York samt Pentagonbygganden.

### Europa
Enligt Magnus Ranstorp (2017) har radikala imamer givit terrorister som utfört terrordåden i Europa en ideologisk grund som motiverat dem. Av de 68 individer i terrordåden har två tredjedelar kopplingar till någon eller några religiösa ledare som har predikat hat enligt analysrapporter från Europol, USA:s utrikesdepartement och internationella medier. 

| Genomförda och planerade islamistiska attentat i Europa | |
| --- | --- |
| \| \| Diagrammet är avstängt. Grafer inaktiverades den 18 april 2023 på grund av programvaruproblem. Nya diagram kan skapas sedan december 2024. \| Källa: Petter Nesser, forskare vid Norska Forsvarets forskningsinstitutt | |
| Information | Diagrammet är avstängt. Grafer inaktiverades den 18 april 2023 på grund av programvaruproblem. Nya diagram kan skapas sedan december 2024. |

I augusti 2017 uppskattade EU:s antiterrorchef Gilles de Kerchove antalet islamistiska fanatiker i Europa till över 50 000, varav 20 000–32 000 antas bo i Storbritannien, 17 000 i Frankrike och färre än 5 000 i Spanien.
Tillsammans med politiska salafister betraktar militanta salafister, eller jihadister, Europa som ett område befolkat av otrogna, (dar al-kufr). För jihadister innebär detta även att Europa är ett område där det är legitimt att föra väpnad jihad, det vill säga krigshandlingar eller terrorattentat. Sådana områden går under benämningen dar al-harb, "krigsområde".
Jihadister rättfärdigar attentat i Europa av två huvudanledningar, den ena är militära interventioner i muslimska länder och den andra är vad som uppfattas som kränkningar av islam som till exempel Muhammedteckningarna. Av dessa två anses den förstnämnda den mest betydelsefulla, medan andra forskare menar att militära interventioner inte är den huvudsakliga drivkraften eftersom Islamiska statens föregångare ISIL planerade terrorattentat i Europa redan innan koalitionen för att bekämpa IS (engelska: Islamic Military Counter Terrorism Coalition(en)) bildades.

## Islamistisk terrorism i Sydostasien
Med både sekulära och islamiska regeringar har Sydostasien utpekats som en förebild för progressiv islam, men området drabbas också av muslimska separatistkonflikter och många attentat av varierande art har utförts i regionen. Många av attackerna har rötterna i etno-nationalistiska konflikter, medan andra syftar till det salafist-jihadistiska målet att skapa ett kalifat i regionen. Sedan 11 september-attackerna har ett antal islamistiska terrorattacker skett i Sydostasien varav de flesta är kopplade till Jemaah Islamiyah och dess utbrytargrupper. Bland dessa återfinns bombdåden på Bali 2002. År 2010 upptäckte indonesiska säkerhetsstyrkor ett större träningsläger i Aceh som drevs av ett antal jihadistiska grupper. Islamiska staten (ISIS) har sedan 2014 inflytande i regionen och ett antal lokala jihadgrupper har allierat sig med IS.

### Australien
Tidigare var islamistiska terrorattentat ovanliga i Australien, men under perioden 2014-2017 genomfördes eller avvärjdes 16 attentat.

## Terminologi i engelskspråkig litteratur
Användningen av termer som "islamisk terrorism" och "fundamentalistisk islam" (istället för politiska termer som "politiskt våld", "anti-imperialism", "nationalism", "militant") är något omdiskuterad. De har, då de använts i politiska sammanhang i väst, omväxlande beskrivits som; "kontraproduktiva", "starkt politiserade", "intellektuellt omtvistade" och "destruktiva för samhällsrelationerna".
Andra har å sin sida hävdat att oviljan att använda termer som islamisk eller islamistisk terrorism beror på "självbedrägeri", "fullständig censur" och "intellektuell oärlighet".

### Översättning
Den här artikeln är helt eller delvis baserad på material från engelskspråkiga Wikipedia.